# Pio Foà

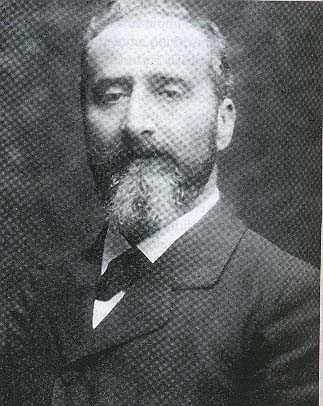
Hoogleraar-senator Pio Foà

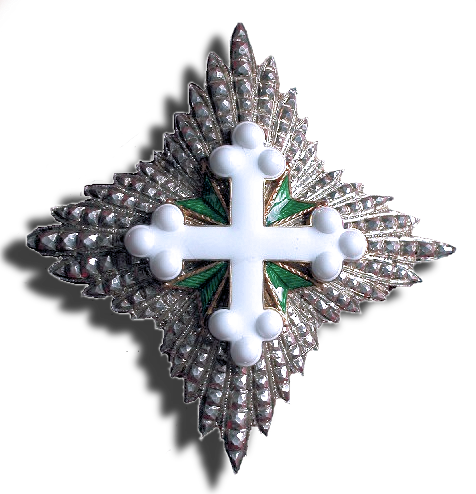
Grootofficier in de Orde van Sint-Mauritius en Sint-Lazarus

Pio Foà (Sabbioneta, 26 januari 1848 – Turijn, 6 oktober 1923) was medicus en hoogleraar anatomopathologie, alsook senator voor het leven (1908-1923) in het koninkrijk Italië. Hij bekleedde leerstoelen aan de universiteit van Modena (1876-1884) en de universiteit van Turijn (1884-1923).

## Levensloop
Foà groeide op in Lombardije, dat vanaf 1848 overging van Oostenrijks bestuur naar Italiaans bestuur. Sabbioneta kende een grote Joodse gemeenschap waartoe Foà behoorde. Hij sloot zich aan bij de Italiaanse verzetsstrijders van Giuseppe Garibaldi en vocht in Bezzecca tijdens de Derde Italiaanse Onafhankelijkheidsoorlog (1866). 
Na de oorlog studeerde Foà geneeskunde aan de universiteit van Padua. Hij werd medicus in 1873. In de jaren nadien specialiseerde Foà zich in de anatomopathologie. Zo verbleef hij aan de universiteit van Straatsburg in Pruisen bij Friedrich Daniel von Recklinghausen. In 1876 werd hij bekleed met de leerstoel anatomopathologie aan de universiteit van Modena. In 1884 ruilde hij deze om voor de leerstoel anatomopathologie in Turijn, dat hij voor de rest van zijn leven bekleedde. Zijn onderzoeksdomein was de hematologie. Dit combineerde hij, als een van de eersten in Italië, met immunologie en bacteriologie. Hij publiceerde over bacteriële meningitis. Aan de universiteit van Turijn bekleedde hij de leerstoel bacteriologie vanaf 1888, tezamen met deze van anatomopathologie.
Tevens interesseerde hij zich in de ziektenleer van lever, milt en endocriene organen.
Foà was lid van verscheidene wetenschappelijke verenigingen. Zo was hij corresponderend lid van de Accademia dei Lincei in Rome (vanaf 1888), lid van de Accademia di scienze, lettere ed arti in Modena, de Accademia delle scienze en de Accademia di medicina, beide in Turijn.
Na de eeuwwisseling ging professor Foà in de politiek. Hij zetelde in de gemeenteraad van Turijn van 1909 tot 1920. Koning Victor Emanuel III benoemde Foà in 1908 tot senator voor het leven. In de senaat zetelde hij onder meer in commissies voor bestrijding van tuberculose, voor de ziekteverzekering van zwangere vrouwen en voor de bescherming van weeskinderen en invaliden uit de Eerste Wereldoorlog.
Als eretekens ontving hij het ridderkruis van de Orde van de Italiaanse Kroon en het grootofficierschap in de Orde van Sint-Mauritius en Sint-Lazarus. 